# Диплатинацерий
Диплатинацерий — бинарное неорганическое соединение, интерметаллид
платины и церия
с формулой CePt2,
кристаллы.

## Получение
- Сплавление стехиометрических количеств чистых веществ:

{\displaystyle {\mathsf {2Pt+Ce\ {\xrightarrow {1800^{o}C}}\ CePt_{2}}}}

## Физические свойства
Диплатинацерий образует кристаллы
кубической сингонии,
пространственная группа F d3m,
параметры ячейки a = 0,7730 нм, Z = 8,
структура типа димедьмагний MgCu2 (фаза Лавеса)
.
Соединение образуется по перитектической реакции при температуре ≈1800 °C
или конгруэнтно плавится при температуре 1750 °C.
Обладает большой областью гомогенности 66,3÷74,6 ат.% платины.